# Cinconină
Cinconina este un alcaloid cu nucleu chinolinic și chinuclidinic regăsit în specia Cinchona officinalis.